# 혼고 유즈하
혼고 유즈하(일본어: 本郷 柚巴, 2003년 1월 12일~)는 일본의 그라비아 아이돌이다. 과거 걸 그룹인 NMB48 소속으로 활동했었다.